# Juan Arnalte
Juan Arnalte, también como Arnalde o Arnal, (fl. 1572-1611) fue un compositor y maestro de capilla español.

## Vida
Es realmente poco lo que se conoce de este maestro de capilla de la Catedral de Tarazona. Las primeras noticias son precisamente de su magisterio, al que accedió en 1572. De hecho se desconoce incluso cual fue su antecesor en el cargo. Debió ser un compositor de importancia, ya que la Catedral de Zaragoza le ofreció el magisterio de la Catedral tras el fallecimiento de Melchor Robledo (1586), sin oposición o «de gratia».

Después de la muerte de Melechor Robledo, maestro de capilla de que fue de esta iglesia, famoso y conocido en toda España e Italia y teniendo en gran reputación de los maestros y varones preeminentes en música, queriendo el cabildo proveer otro en su lugar, estuvo suspenso y cuidadoso de quién podría echar mano para que hinchiese el lugar de tan gran maestro de capilla. No puso el Cabildo edictos de oposición sino que se determinó de buscar sin oposición un maestro de capilla que fuese de partes que pudiese hinchir el ministerio de dicho Melchor Robledo.
Y teniendo noticia de la persona de Juan Arnal, maestro de capilla de Tarazona y de sus buenas partes así en lo que toca a la música como a la autoridad de su persona, porque en Tarazona él estaba con mucha honra con gran reputación de maestro de música, y llevaba grises como los canónigos y tenía antigüedad después de los canónigos sobre todos los prebendados de dicha iglesia, y así se le convidó con este magisterio sin oposición alguna. Lo cual agradeció mucho y dijo lo tenía a grande merced, pero que por justas causas y respetos no podía aceptar ni recibir la merced que se le hacía.
Libro de mememorias  [sic] de las cosas que en la Iglesia del Asseo de Çaragoça se han ofrecido, Pascual Mandura

De hecho, se le puede situar como un importante iniciador de la escuela aragonesa de polifonía, de la que Melchor Robledo fue quizás el primero y uno de sus más importantes componentes, de la que surgirían otros grandes compositores como Sebastián Aguilera de Heredia, Pablo Nasarre o Gaspar Sanz.
Arnalte rechazó el ofrecimiento de La Seo de Zaragoza, pero se ofreció a ejercer de juez en las oposiciones para el magisterio de La Seo celebradas en 1587, que acabaría ganado Cristóbal Téllez.

[...] tratóse de que era necesario nombrar un juez para este examen [de las oposiciones al magisterio que
él no había aceptado], que fuese muy hábil y desapasionado, y pareció que sería para esto muy bueno el maestro de capilla de Tarazona Juan Arnal, al cual la iglesia le había ofrecido antes el magisterio de ella sin oposición.
Actas capitulares de la Catedral de Zaragoza

Debió permanecer en el cargo hasta algún momento anterior a 1593, cuando ya se registra como maestro de capilla a Francisco de Silos. Probablemente se jubiló o estaba inactivo por alguna otra razón, pero permaneció en la ciudad, ya que cuando en 1593 Silos obtuvo el magisterio de La Seo de Zaragoza, Arnalte debió de retomar el cargo en Tarazona hasta por lo menos 1611, cuando se nombró para el magisterio a Mateo Calvete. A partir de ahí se le pierde el rastro al maestro Arnalte. Calvete parece que ocupó la plaza de forma intermitente, ya que entre 1611 y 1616, cuando supuestamente era maestro de capilla en Tarazona, aparece como maestro de capilla de la Catedral de Lérida. Es posible que durante esas ausencias Arnalte ejerciese las funciones, pero el hecho no está documentado.

## Obra
Se conservan diversas obras del maestro en el archivo de música de la Catedral de Tarazona, junto con obras de Robledo y Palestrina.